# 1714 Sy
1714 Sy eller 1951 OA är en asteroid i huvudbältet som upptäcktes den 25 juli 1951 av den franske astronomen Louis Boyer vid Algerobservatoriet. Den har fått sitt namn efter den franske astronomen Frédéric Sy.
Asteroiden har en diameter på ungefär 13 kilometer.